# Festival de la Canción de Eurovisión 2000
El Festival de la Canción de Eurovisión 2000 fue la 45.ª edición de dicho festival, se celebró el 13 de mayo de 2000 en el Globen Arena de Estocolmo (Suecia) y fue presentado por Kattis Ahlström y Anders Lundin. La Unión Europea de Radiodifusión (UER) y la emisora anfitriona Sveriges Television (SVT) organizaron el evento, después de que Suecia ganara el festival de 1999 con la canción «Take Me to Your Heaven» de Charlotte Nilsson. Con una audiencia de 13 000 personas presentes, la edición de 2000 fue la más grande en la historia del festival hasta ese momento.
Veinticuatro países participaron en esta edición. Bosnia y Herzegovina, Eslovenia, Lituania, Polonia y Portugal, que habían participado en el festival de 1999, fueron relegados después de obtener los promedios de puntos más bajos en los cinco festivales anteriores. Estos países fueron reemplazados por Letonia (en su primera aparición en el concurso), Finlandia, Macedonia, Rumania y Suiza, que fueron relegados del evento del año anterior, y Rusia, que regresó después de una ausencia de dos años.
Dinamarca ganó con la canción «Fly on the Wings of Love», escrita por Jørgen Olsen e interpretada por el dúo Olsen Brothers. Aunque Dinamarca no estaba entre los favoritos para ganar el título, «Fly on the Wings of Love» obtuvo la tercera puntuación más alta registrada hasta entonces en el festival, con 195 puntos, y se convirtió en un éxito en las listas musicales de toda Europa. Rusia, Letonia, Estonia y Alemania completaron los cinco primeros puestos, con Rusia y Estonia logrando sus mejores resultados hasta la fecha, y Letonia alcanzando uno de los puestos más altos para un debutante en la historia del festival. El festival de 2000 fue el primero en transmitirse por internet, con un webcast en vivo disponible en Europa, Estados Unidos, Canadá y Australia a través de los portales de MSN de Microsoft.

## Organización
El festival de 2000 tuvo lugar en Estocolmo, Suecia, tras la victoria del país en la edición de 1999 con la canción «Take Me to Your Heaven», interpretada por Charlotte Nilsson. Fue la cuarta vez que Suecia organizó el festival, después de los de 1975, 1985 y 1992, celebrados en Estocolmo, Gotemburgo y Malmö, respectivamente. El lugar seleccionado fue el Globen Arena, un estadio cubierto inaugurado en 1989 y el edificio hemisférico más grande del mundo. Con capacidad para más de 16 000 personas, que se redujo ligeramente a 13 000 para el concurso, el Globen Arena fue el lugar más grande que había albergado el Festival de la Canción de Eurovisión hasta ese momento.
La emisora anfitriona Sveriges Television (SVT) se dirigió a lugares en tres ciudades –Estocolmo, Gotemburgo y Malmö– para establecer una ciudad y un lugar adecuados para el concurso. Los lugares elegidos después de esta ronda inicial de discusiones fueron el Scandinavium en Gotemburgo, que había acogido previamente el concurso de 1985; el Malmömässan en Malmö; y el Globen en Estocolmo. Malmö fue posteriormente eliminada como posible ciudad anfitriona debido a los altos costos necesarios para completar un estadio adecuado dentro del área de Malmömässan y que todavía tendría una capacidad de audiencia relativamente pequeña en comparación con los otros lugares ofrecidos. De las opciones restantes, Estocolmo y Globen fueron finalmente elegidos por el director general de SVT, Sam Nilsson, para albergar el evento. La oferta de Estocolmo se impuso a la de Gotemburgo debido a los menores costos de producción del evento en la capital, así como al hecho de que Estocolmo no había acogido el evento desde 1975.

## Participantes

### Canciones y selección
| País y TV             | Título original de la canción           | Artista                   | Proceso y fecha de selección           |
| País y TV             | Traducción al español                   | Idiomas de interpretación | Proceso y fecha de selección           |
| --------------------- | --------------------------------------- | ------------------------- | -------------------------------------- |
| Alemania · ARD        | Wadde hadde dudde da?                   | Stefan Raab               | Final nacional, 18-02-00               |
| Alemania · ARD        | «¿Qué tienes ahí?»                      | Alemán e inglés           | Final nacional, 18-02-00               |
| Austria · ORF         | All to you                              | The Rounder Girls         | Elección interna                       |
| Austria · ORF         | «Todo para ti»                          | Inglés                    | Elección interna                       |
| Bélgica RTBF          | Envie de vivre                          | Nathalie Sorce            | Final nacional, 18-02-00               |
| Bélgica RTBF          | «Ganas de vivir»                        | Francés                   | Final nacional, 18-02-00               |
| Chipre CyBC           | Nomiza                                  | Voice                     | Final nacional, 16-02-00               |
| Chipre CyBC           | «Creía»                                 | Griego e italiano         | Final nacional, 16-02-00               |
| Croacia · HRT         | Kad zaspu anđeli                        | Goran Karan               | Dora 2000, 19-02-00                    |
| Croacia · HRT         | «Cuando los ángeles duermen»            | Croata                    | Dora 2000, 19-02-00                    |
| Dinamarca DR          | Fly on the wings of love                | Olsen Brothers            | Dansk Melodi Grand Prix 2000, 19-02-00 |
| Dinamarca DR          | «Vuela sobre las alas del amor»         | Inglés                    | Dansk Melodi Grand Prix 2000, 19-02-00 |
| España · TVE          | Colgado de un sueño                     | Serafín Zubiri            |                                        |
| España · TVE          | Español                                 |                           |                                        |
| Estonia ERR           | Once in a lifetime                      | Ines                      | Eurolaul 2000, 05-02-00                |
| Estonia ERR           | «Una vez en la vida»                    | Inglés                    | Eurolaul 2000, 05-02-00                |
| Finlandia · YLE       | A little bit                            | Nina Åström               | Euroviisut 2000, 12-02-00              |
| Finlandia · YLE       | «Un poquito»                            | Inglés                    | Euroviisut 2000, 12-02-00              |
| Francia France 3      | On aura le ciel                         | Sofia Mestari             | Final nacional, 15-02-00               |
| Francia France 3      | «Tendremos el cielo»                    | Francés                   | Final nacional, 15-02-00               |
| Irlanda RTÉ           | Millennium of love                      | Eamonn Toal               | Final nacional, 20-02-00               |
| Irlanda RTÉ           | «Milenio de amor»                       | Inglés                    | Final nacional, 20-02-00               |
| Islandia RÚV          | Tell me!                                | August & Telma            | Söngvakeppni Sjónvarpsins 2000         |
| Islandia RÚV          | «¡Dime!»                                | Inglés                    | Söngvakeppni Sjónvarpsins 2000         |
| Israel IBA            | Sameyach (Be happy)                     | Ping Pong                 | Elección interna                       |
| Israel IBA            | «Sé feliz»                              | Inglés y hebreo           | Elección interna                       |
| Letonia LTV           | My star                                 | Brainstorm                | Eirodziesma 2000, 26-02-00             |
| Letonia LTV           | «Mi estrella»                           | Inglés                    | Eirodziesma 2000, 26-02-00             |
| Macedonia (ARY) MKRTV | 100% te ljubam                          | XXL                       | Skopje Fest 2000, 19-02-00             |
| Macedonia (ARY) MKRTV | «Te quiero al 100%»                     | Macedonio e inglés        | Skopje Fest 2000, 19-02-00             |
| Malta PBS             | Desire                                  | Claudette Pace            | Final nacional, 15-01-00               |
| Malta PBS             | «Deseo»                                 | Inglés y maltés           | Final nacional, 15-01-00               |
| Noruega · NRK         | My heart goes boom                      | Charmed                   | Melodi Grand Prix 2000, 04-03-00       |
| Noruega · NRK         | «Mi corazón hace boom»                  | Inglés                    | Melodi Grand Prix 2000, 04-03-00       |
| Países Bajos · NOS    | No goodbyes                             | Linda Wagenmakers         | Nationaal Songfestival 2000, 27-02-00  |
| Países Bajos · NOS    | «Sin despedidas»                        | Inglés                    | Nationaal Songfestival 2000, 27-02-00  |
| Reino Unido BBC       | Don't play that song again              | Nikki French              | A Song For Europe, 20-02-00            |
| Reino Unido BBC       | «No vuelvas a poner esa canción»        | Inglés                    | A Song For Europe, 20-02-00            |
| Rumania TVR           | The Moon                                | Taxi                      | Final nacional, 27-02-00               |
| Rumania TVR           | «La luna»                               | Inglés                    | Final nacional, 27-02-00               |
| Rusia C1R             | Solo                                    | Alsou                     | Elección interna                       |
| Rusia C1R             | «En solitario»                          | Inglés                    | Elección interna                       |
| Suecia · SVT          | When spirits are calling my name        | Roger Pontare             | Melodifestivalen 2000, 10-03-00        |
| Suecia · SVT          | «Cuando los espíritus claman mi nombre» | Inglés                    | Melodifestivalen 2000, 10-03-00        |
| Suiza SSR SRG         | La vita cos'è?                          | Jane Bogaert              | Final nacional, 29-01-00               |
| Suiza SSR SRG         | «¿Qué es la vida?»                      | Italiano                  | Final nacional, 29-01-00               |
| Turquía TRT           | Yorgunum anla                           | Pinar Ayhan & The SOS     | Final nacional, 18-02-00               |
| Turquía TRT           | «Comprende que esté cansada»            | Inglés y turco            | Final nacional, 18-02-00               |

Tres de los participantes seleccionados ya habían concursado anteriormente en el certamen. Serafín Zubiri ya habría representado a España en la edición de 1992, mientras que el sueco Roger Pontare había hecho lo propio con su país en 1994 junto a Marie Bergman. Uno de los integrantes del dúo chipriota Voice, Alexandros Panayi, participó en solitario en 1995.
De los 24 temas participantes, 13 fueron interpretados íntegramente en inglés. De entre el resto, seis fueron cantados íntegramente en un idioma oficial propio (Bélgica, Croacia, España, Francia, Israel y Suiza). Alemania, Macedonia y Turquía mezclaron su lengua propia con el inglés. Malta cantó principalmente en inglés, pero por primera vez desde 1972 introdujo frases en maltés. Chipre mezcló el griego con el italiano.

## Resultados
Dinamarca empezó desde el comienzo de las votaciones a sacar una notable ventaja al resto. A pesar de que la rusa Alsou llegó a acercarse a los daneses en el ecuador de las votaciones, Dinamarca acabó ganando de manera contundente con 195 puntos pero a 155 de Rusia. El último puesto lo ocupó Bélgica con tan sólo 2 votos. 
- En negrita, países clasificados para 2001.

| N.º | País            | Intérprete(s)         | Canción                            | Lugar | Puntos |
| --- | --------------- | --------------------- | ---------------------------------- | ----- | ------ |
| 01  | Israel          | Ping Pong             | «Sameyach (Be happy)»              | 22    | 7      |
| 02  | Países Bajos    | Linda Wagenmakers     | «No goodbyes»                      | 13    | 40     |
| 03  | Reino Unido     | Nikki French          | «Don't play that song again»       | 16    | 28     |
| 04  | Estonia         | Ines                  | «Once in a lifetime»               | 4     | 98     |
| 05  | Francia         | Sofia Mestari         | «On aura le ciel»                  | 23    | 5      |
| 06  | Rumania         | Taxi                  | «The Moon»                         | 17    | 25     |
| 07  | Malta           | Claudette Pace        | «Desire»                           | 8     | 73     |
| 08  | Noruega         | Charmed               | «My heart goes boom»               | 11    | 57     |
| 09  | Rusia           | Alsou                 | «Solo»                             | 2     | 155    |
| 10  | Bélgica         | Nathalie Sorce        | «Envie de vivre»                   | 24    | 2      |
| 11  | Chipre          | Voice                 | «Nomiza»                           | 21    | 8      |
| 12  | Islandia        | August & Telma        | «Tell me!»                         | 12    | 45     |
| 13  | España          | Serafín Zubiri        | «Colgado de un sueño»              | 18    | 18     |
| 14  | Dinamarca       | Olsen Brothers        | «Fly on the wings of love»         | 1     | 195    |
| 15  | Alemania        | Stefan Raab           | «Wadde hadde dudde da?»            | 5     | 96     |
| 16  | Suiza           | Jane Bogaert          | «La vita cos'è?»                   | 20    | 14     |
| 17  | Croacia         | Goran Karan           | «Kad zaspu anđeli»                 | 9     | 70     |
| 18  | Suecia          | Roger Pontare         | «When spirits are calling my name» | 7     | 88     |
| 19  | Macedonia (ARY) | XXL                   | «100% te ljubam»                   | 15    | 29     |
| 20  | Finlandia       | Nina Åström           | «A little bit»                     | 19    | 18     |
| 21  | Letonia         | Brainstorm            | «My star»                          | 3     | 136    |
| 22  | Turquía         | Pinar Ayhan & The SOS | «Yorgunum anla»                    | 10    | 59     |
| 23  | Irlanda         | Eamonn Toal           | «Millennium of love»               | 6     | 92     |
| 24  | Austria         | The Rounder Girls     | «All to you»                       | 14    | 34     |

## Votación

### Sistema de votación
Según el reglamento del festival, publicado el 23 de septiembre de 1999, todos los países deberían usar televoto, donde las diez canciones más votadas recibían 12, 10, 8, 7, 6, 5, 4, 3, 2 y 1 puntos. En caso de problema técnico o fallo de infraestructura, los votos los daría un jurado de reserva de 8 miembros.
El hecho de que los Países Bajos usaran un jurado de reserva se debió a la interrupción de la emisión del festival en el país debido al desastre pirotécnico ocurrido en la ciudad de Enschede.

### Tabla de puntuaciones
|  | Votación realizada solo por televoto. |

|  | Votación realizada solo por jurado. |

|                                                |                   | Votantes                    |                         |                    |                    |                    |                  |                    |                  |                    |                   |                     |                   |                      |                     |                  |                    |                   |                                |                      |                    |                    |                    |                    |    |    |
| Total                                          | Bandera de Israel | Bandera de los Países Bajos | Bandera del Reino Unido | Bandera de Estonia | Bandera de Francia | Bandera de Rumania | Bandera de Malta | Bandera de Noruega | Bandera de Rusia | Bandera de Bélgica | Bandera de Chipre | Bandera de Islandia | Bandera de España | Bandera de Dinamarca | Bandera de Alemania | Bandera de Suiza | Bandera de Croacia | Bandera de Suecia | Bandera de Macedonia del Norte | Bandera de Finlandia | Bandera de Letonia | Bandera de Turquía | Bandera de Irlanda | Bandera de Austria |    |    |
| Participantes                                  | Israel            | 7                           |                         | 0                  | 0                  | 0                  | 6                | 0                  | 0                | 0                  | 0                 | 0                   | 0                 | 0                    | 0                   | 0                | 0                  | 0                 | 0                              | 0                    | 1                  | 0                  | 0                  | 0                  | 0  | 0  |
| Participantes                                  | Países Bajos      | 40                          | 8                       |                    | 0                  | 0                  | 2                | 0                  | 5                | 0                  | 0                 | 8                   | 5                 | 1                    | 4                   | 0                | 1                  | 0                 | 2                              | 0                    | 0                  | 0                  | 0                  | 3                  | 1  | 0  |
| Participantes                                  | Reino Unido       | 28                          | 1                       | 0                  |                    | 2                  | 0                | 3                  | 6                | 0                  | 0                 | 0                   | 3                 | 0                    | 0                   | 0                | 0                  | 0                 | 4                              | 0                    | 0                  | 0                  | 3                  | 6                  | 0  | 0  |
| Participantes                                  | Estonia           | 98                          | 6                       | 7                  | 4                  |                    | 0                | 6                  | 7                | 4                  | 0                 | 2                   | 6                 | 5                    | 0                   | 4                | 5                  | 0                 | 6                              | 6                    | 0                  | 8                  | 10                 | 2                  | 7  | 3  |
| Participantes                                  | Francia           | 5                           | 0                       | 2                  | 0                  | 0                  |                  | 0                  | 0                | 0                  | 3                 | 0                   | 0                 | 0                    | 0                   | 0                | 0                  | 0                 | 0                              | 0                    | 0                  | 0                  | 0                  | 0                  | 0  | 0  |
| Participantes                                  | Rumania           | 25                          | 0                       | 0                  | 0                  | 0                  | 0                |                    | 0                | 0                  | 6                 | 0                   | 0                 | 0                    | 0                   | 0                | 0                  | 0                 | 7                              | 0                    | 12                 | 0                  | 0                  | 0                  | 0  | 0  |
| Participantes                                  | Malta             | 73                          | 3                       | 1                  | 2                  | 1                  | 0                | 7                  |                  | 2                  | 8                 | 1                   | 8                 | 0                    | 1                   | 3                | 3                  | 0                 | 8                              | 3                    | 8                  | 0                  | 4                  | 5                  | 3  | 2  |
| Participantes                                  | Noruega           | 57                          | 7                       | 0                  | 3                  | 3                  | 0                | 0                  | 3                |                    | 0                 | 0                   | 0                 | 7                    | 0                   | 7                | 0                  | 0                 | 0                              | 7                    | 0                  | 0                  | 6                  | 10                 | 4  | 0  |
| Participantes                                  | Rusia             | 155                         | 10                      | 0                  | 8                  | 10                 | 5                | 12                 | 12               | 8                  |                   | 7                   | 12                | 8                    | 5                   | 6                | 4                  | 2                 | 12                             | 5                    | 7                  | 5                  | 0                  | 0                  | 10 | 7  |
| Participantes                                  | Bélgica           | 2                           | 0                       | 0                  | 0                  | 0                  | 0                | 0                  | 0                | 0                  | 0                 |                     | 0                 | 0                    | 0                   | 0                | 0                  | 0                 | 0                              | 0                    | 2                  | 0                  | 0                  | 0                  | 0  | 0  |
| Participantes                                  | Chipre            | 8                           | 0                       | 0                  | 0                  | 0                  | 0                | 0                  | 1                | 0                  | 0                 | 0                   |                   | 0                    | 0                   | 0                | 0                  | 0                 | 3                              | 0                    | 4                  | 0                  | 0                  | 0                  | 0  | 0  |
| Participantes                                  | Islandia          | 45                          | 5                       | 0                  | 0                  | 6                  | 0                | 0                  | 0                | 7                  | 0                 | 0                   | 0                 |                      | 0                   | 12               | 0                  | 0                 | 0                              | 8                    | 0                  | 0                  | 7                  | 0                  | 0  | 0  |
| Participantes                                  | España            | 18                          | 0                       | 0                  | 0                  | 0                  | 0                | 5                  | 0                | 0                  | 2                 | 0                   | 10                | 0                    |                     | 0                | 0                  | 1                 | 0                              | 0                    | 0                  | 0                  | 0                  | 0                  | 0  | 0  |
| Participantes                                  | Dinamarca         | 195                         | 12                      | 10                 | 12                 | 8                  | 7                | 1                  | 8                | 10                 | 12                | 10                  | 4                 | 12                   | 10                  |                  | 12                 | 10                | 0                              | 12                   | 0                  | 10                 | 12                 | 1                  | 12 | 10 |
| Participantes                                  | Alemania          | 96                          | 0                       | 8                  | 5                  | 0                  | 10               | 0                  | 0                | 3                  | 4                 | 6                   | 0                 | 6                    | 12                  | 2                |                    | 12                | 1                              | 0                    | 0                  | 2                  | 8                  | 0                  | 5  | 12 |
| Participantes                                  | Suiza             | 14                          | 0                       | 6                  | 0                  | 0                  | 0                | 0                  | 0                | 0                  | 5                 | 0                   | 0                 | 0                    | 0                   | 0                | 0                  |                   | 0                              | 0                    | 0                  | 0                  | 2                  | 0                  | 0  | 1  |
| Participantes                                  | Croacia           | 70                          | 0                       | 0                  | 0                  | 0                  | 8                | 8                  | 0                | 0                  | 10                | 0                   | 0                 | 0                    | 2                   | 0                | 6                  | 6                 |                                | 0                    | 10                 | 6                  | 0                  | 8                  | 0  | 6  |
| Participantes                                  | Suecia            | 88                          | 0                       | 0                  | 6                  | 5                  | 1                | 0                  | 4                | 5                  | 0                 | 5                   | 0                 | 4                    | 6                   | 10               | 8                  | 3                 | 0                              |                      | 6                  | 7                  | 0                  | 12                 | 6  | 0  |
| Participantes                                  | Macedonia (ARY)   | 29                          | 0                       | 0                  | 0                  | 0                  | 0                | 10                 | 0                | 0                  | 7                 | 0                   | 2                 | 0                    | 0                   | 0                | 0                  | 0                 | 10                             | 0                    |                    | 0                  | 0                  | 0                  | 0  | 0  |
| Participantes                                  | Finlandia         | 18                          | 0                       | 5                  | 0                  | 7                  | 0                | 4                  | 0                | 0                  | 0                 | 0                   | 0                 | 0                    | 0                   | 0                | 0                  | 0                 | 0                              | 2                    | 0                  |                    | 0                  | 0                  | 0  | 0  |
| Participantes                                  | Letonia           | 136                         | 4                       | 4                  | 7                  | 12                 | 3                | 0                  | 0                | 12                 | 1                 | 12                  | 1                 | 10                   | 7                   | 8                | 7                  | 7                 | 0                              | 10                   | 3                  | 12                 |                    | 0                  | 8  | 8  |
| Participantes                                  | Turquía           | 59                          | 0                       | 12                 | 0                  | 0                  | 12               | 0                  | 0                | 1                  | 0                 | 3                   | 0                 | 0                    | 0                   | 1                | 10                 | 5                 | 0                              | 1                    | 5                  | 4                  | 0                  |                    | 0  | 5  |
| Participantes                                  | Irlanda           | 92                          | 2                       | 3                  | 10                 | 4                  | 4                | 2                  | 10               | 6                  | 0                 | 4                   | 7                 | 2                    | 3                   | 5                | 0                  | 8                 | 5                              | 4                    | 0                  | 1                  | 1                  | 7                  |    | 4  |
| Participantes                                  | Austria           | 34                          | 0                       | 0                  | 1                  | 0                  | 0                | 0                  | 2                | 0                  | 0                 | 0                   | 0                 | 3                    | 8                   | 0                | 2                  | 4                 | 0                              | 0                    | 0                  | 3                  | 5                  | 4                  | 2  |    |
| La tabla está ordenada por orden de aparición. |                   |                             |                         |                    |                    |                    |                  |                    |                  |                    |                   |                     |                   |                      |                     |                  |                    |                   |                                |                      |                    |                    |                    |                    |    |    |

### Máximas puntuaciones
Tras la votación los países que recibieron 12 puntos fueron:
| N. | A         | De                                                                       |
| -- | --------- | ------------------------------------------------------------------------ |
| 8  | Dinamarca | Israel, Reino Unido, Rusia, Islandia, Alemania, Suecia, Letonia, Irlanda |
| 4  | Letonia   | Estonia, Noruega, Bélgica, Finlandia                                     |
| 4  | Rusia     | Rumania, Malta, Chipre, Croacia                                          |
| 3  | Alemania  | España, Suiza, Austria                                                   |
| 2  | Turquía   | Países Bajos, Francia                                                    |
| 1  | Islandia  | Dinamarca                                                                |
| 1  | Rumania   | Macedonia (ARY)                                                          |
| 1  | Suecia    | Turquía                                                                  |